# Morella
Morella (ang. Morella) – nowela amerykańskiego pisarza Edgara Allana Poego.

## Opis fabuły
Anonimowy narrator poślubia Morellę, kobietę, która zagłębia się w „zakazane strony” mistycyzmu. W rezultacie owych eksperymentów jej dusza nie może umrzeć, choć jej fizyczna forma ciągle się pogarsza. Spędza ona czas w łóżku i uczy męża czarnej magii. Zdając sobie sprawę z klątwy, jej mąż, narrator, popada w strach i życzy sobie śmierci jego małżonki oraz wiecznego spokoju. Ta umiera przy porodzie, lecz jej dusza przenosi się do ciała dziecka. Gdy córka jest starsza, narrator spostrzega, że wykazuje ona niesamowite podobieństwo do jej matki, lecz nie zgadza się, aby nadać dziecku imię. W dziesiąte urodziny jej podobieństwo do Morelli jest przerażające. Ojciec decyduje się ją ochrzcić, by wypędzić z niej każdą formę zła, lecz to wydarzenie tylko przenosi duszę matki z powrotem do ciała córki. Podczas ceremonii, ksiądz pyta o jej imię, na co narrator odpowiada, Morella. Córka natychmiast odpowiada: „Oto jestem”. Historia kończy się zabraniem córki do grobowca w celu wypędzenia duchów. Dziecko umiera, a narrator odkrywa, że nie ma już w grobie kości matki.

## Analiza
Decyzja narratora aby nazwać córkę Morella, sugeruje podświadomą chęć jej śmierci, tak jak było to w przypadku jej matki. Ponowne narodzenie Morelli i powrót w wampirycznej formie, może mieć na celu, zemstę na narratorze. Poe zgłębia ideę, co dzieje się po śmierci, sugerując, że jeśli tożsamość przetrwa śmierć, może ona dalej istnieć poza ciałem ludzkim i powracać do innych osobowości. Był on zainspirowany teoriami o tożsamości Friedricha Wilhelma Josepha Schellinga, którego wspomina w noweli.
Jest kilka możliwych źródeł pochodzenia imienia Morella. Jest to nazwisko matki Juliany Morell (1595–1653), która była czwartą Gracją i dziesiątą muzą w wierszu poety Lope de Vegi. Morel to także nazwa psianki czarnej, trującego zioła, z którego pozyskiwany jest narkotyk pokrzyku wilczej jagody. Występuje on w Bratysławie, domu czarnej magii. Poe tematyzuje śmierć lub motyw umierającej żony w wielu jego dziełach (patrz także: Berenice i Ligeja), także zmartwychwstania i komunikacji pozagrobowej (patrz Eleonora, Zagłada domu Usherów).

## Publikacja
Morella została po raz pierwszy opublikowana w kwietniu 1835 roku na łamach Southern Literary Messenger, a poprawiona wersja została ponownie przedrukowana w grudniu 1839 na łamach Burton’s Gentleman’s Magazine. Pierwsza publikacja zawierała 16-wersowy wiersz Poe pt. Hymn, śpiewany przez Morelle, później opublikowany jako samodzielny wiersz pt. A Catholic Hymn.

## Adaptacje
Morella jest jednym z tytułów całego segmentu Rogera Cormana z 1962 roku pt. Tales of Terror. W filmie wystąpili: Vincent Price, Peter Lorre, oraz Basil Rathbone. Pozostałe dwa segmenty produkcji odnoszą się do Czarnego kota i Prawdziwego opisu wypadku z panem Waldemarem.

## Literatura
- Sova, Dawn B. Edgar Allan Poe: A to Z. Checkmark Books, 2001.
- Kennedy, J. Gerald. „Poe, 'Ligeia,' and the Problem of Dying Women” collected in New Essays on Poe’s Major Tales, edited by Kenneth Silverman. Cambridge University Press, 1993. p. 119. ISBN 0-521-42243-4.
- Tate, Allen. „Our Cousin, Mr. Poe,” collected in Poe: A Collection of Critical Essays, Robert Regan, editor. Englewood Cliffs, NJ: Prentice-Hall Inc., 1967. p. 39
- Campbell, Killis. The Mind of Poe and Other Studies. New York: Russell & Russell, Inc., 1962: 13.